# Khaled El-Sawi

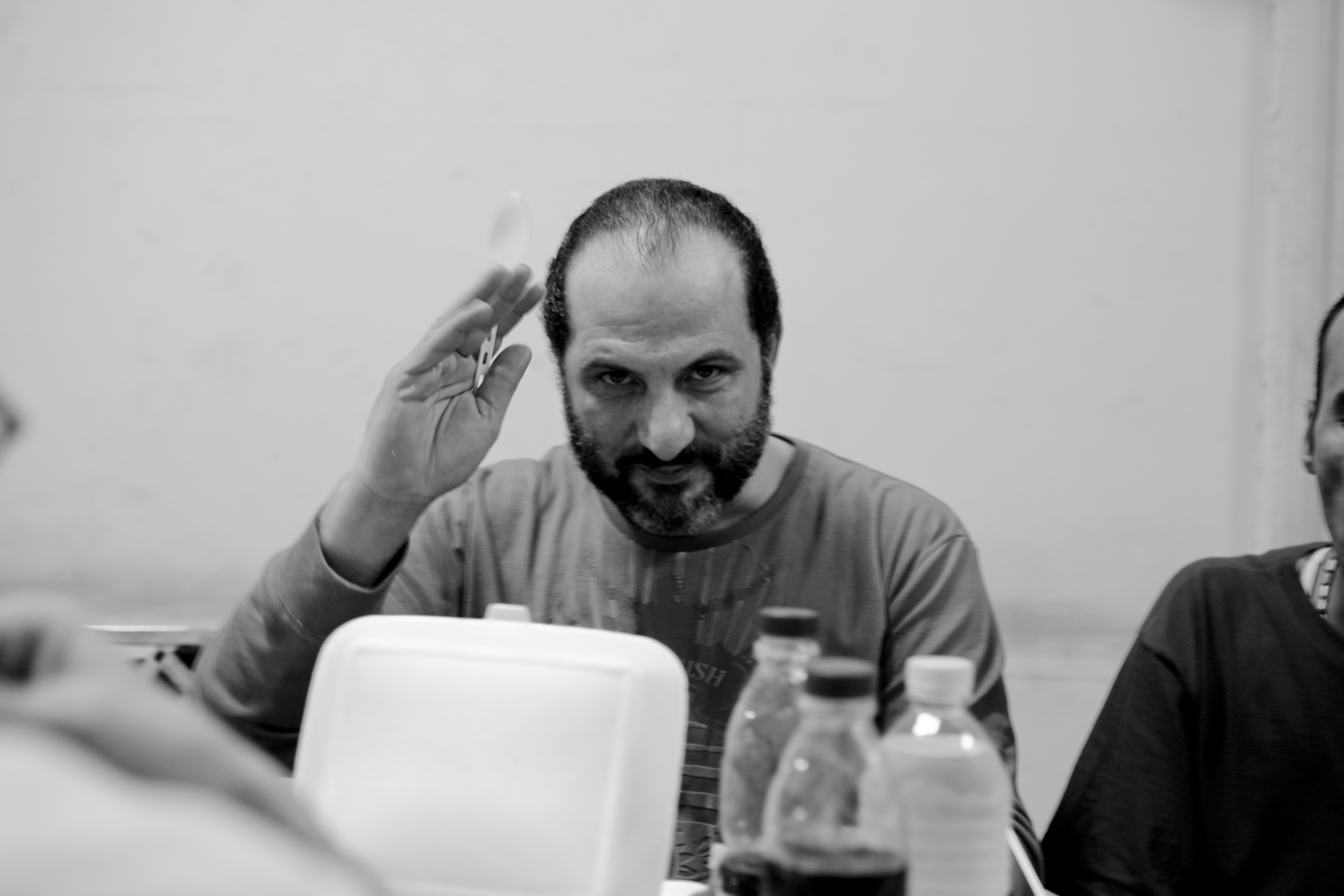
Khaled El-Sawi (2008)

Khaled El-Sawi (arabisch خالد الصاوي, DMG Ḫālid aṣ-Ṣāwī; * 25. November 1963 in Alexandria) ist ein ägyptischer Schauspieler, Dramatiker und Film- sowie Theaterregisseur.

## Leben
El-Sawi wurde am 25. November 1963 in Alexandria geboren. Er studierte an der Universität Kairo Rechtswissenschaften. Begleitend zu seinem Studium begann er mit der Schauspielerei am Theater der Universität. Nach seinem erfolgreichen Abschluss begann er ab 1985 mit einem Studium in Filmregie an der Akademie der Künste, die er 1993 verließ. 1989 war er einer der Gründer der Ägyptischen Stiftung für Theaterenthusiasten.
Er wirkt seit Mitte der 1980er Jahre als Schauspieler und Regisseur in Fernseh- und Filmproduktionen mit. Neben nationalen Produktionen ist er in unregelmäßigen Abständen auch in internationalen Produktionen als Schauspieler zu sehen. So übernahm er 1997 im Fernsehfilm Jäger der verborgenen Schatzkammer die Rolle des Salaam. Im Folgejahr übernahm er in Gamal Abd El Naser die Rolle der titelgebenden Hauptfigur. 2014 übernahm er in The Blue Elephant die Rolle des Sherif Al Kordy. In der Fortsetzung The Blue Elephant 2 verkörperte er erneut die Rolle. 2021 war er in 30 Episoden der Fernsehserie Cairo: Kabul in der Rolle des Adel zu sehen.

## Filmografie (Auswahl)
- 1993: Fares al-madina
- 1994: Kart Ahmar
- 1995: Qeshr Al Bundoq
- 1997: Jäger der verborgenen Schatzkammer (Legend of the Lost Tomb) (Fernsehfilm)
- 1998: Gamal Abd El Naser
- 1999: Om Kulthum (Mini-Serie, Episode 1x01)
- 2003: A Storm from the Past (Fernsehfilm)
- 2004: El basha telmiz
- 2004: Mahmoud Al-Masri (Mini-Serie, Episode 1x01)
- 2005: Abo Ali
- 2005: Dunia
- 2006: Zarf Tarek
- 2006: Omaret yakobean
- 2006: Ghawy Hob
- 2006: Suez: A Very British Crisis (Fernsehdokumentation)
- 2006: Mohimma Saaba
- 2006: El eial herbet
- 2007: Keda Reda
- 2007: El-Gazirah
- 2008: Cabaret
- 2008: Eyes and Ashes: Oyoon wa Ramaad (Mini-Serie)
- 2009: Adrenaline
- 2009: Mekano
- 2009: El Farah
- 2009: Al saffah
- 2009: Qanoun El Maraghi (Fernsehserie)
- 2010: Al Kibar
- 2010: Ahl Cairo (Fernsehserie)
- 2011: Al-Fgomi
- 2013: El-Harami wa el-Abit
- 2014: Tofahet Adam (Fernsehserie)
- 2014: The Blue Elephant
- 2014: El Gezira 2
- 2015: El Salook (Fernsehserie)
- 2016: Heya Wa Da Vinci (Fernsehserie)
- 2017: Akhlaq el-Abid
- 2017: El-Asliyyin
- 2017: El-Kanz: El-Haqiqah wa el-Khayal 1
- 2018: Itlauli Barrah
- 2018: Karma
- 2018: The Guest
- 2019: The Blue Elephant 2
- 2019: Welad Rizk 2
- 2019: Khayal Maata
- 2019: The Money
- 2020: The Life Box
- 2020: Layalina 80 (Fernsehserie)
- 2021: Cairo: Kabul (Fernsehserie, 30 Episoden)
- 2021: Ahmed Noterdame
- 2021: For Rent
- 2021: 200 Pounds
- 2021: 30 March